# Filippo Zana
Filippo Zana   (Thiene, 18 de març de 1999) és un ciclista italià, professional des del 2020 de la mà de l'equip Bardiani CSF Faizanè. Actualment corre a l'equip Team Jayco AlUla.
En el seu palmarès destaca el campionat d'Itàlia en ruta del 2022 i una etapa al Giro d'Itàlia del 2023.

## Palmarès
- 2016
  - 1r a la Copa Pietro Linari
- 2017
  - 1r al Gran Premi Sportivi di Sovilla
  - 1r a la Copa Pietro Linari
- 2019
  - 1r al Gran Premi Capodarco
- 2021
  - 1r a la Cursa de la Pau - Gran Premi Jeseníky i vencedor d'una etapa
  - 1r al Sazka Tour
  - Vencedor d'una etapa a l'Istrian Spring Trophy
- 2022
  -  Campió d'Itàlia en ruta
  - 1r a la Copa d'Itàlia
  - 1r a l'Adriatica Ionica Race
- 2023
  - 1r a la Volta a Eslovènia
  - Vencedor d'una etapa al Giro d'Itàlia

### Resultats al Giro d'Itàlia
- 2020. 100è de la classificació general
- 2021. 73è de la classificació general
- 2022. 47è de la classificació general
- 2023. 18è de la classificació general. Vencedor d'una etapa
- 2024. 11è de la classificació general

### Resultats a la Volta a Espanya
- 2023. Abandona (5a etapa)